# Jean Morlet
Pour les articles homonymes, voir Morlet (homonymie).
Jean Morlet (né dans le 15e arrondissement de Paris le 1er août 1931, mort à Nice le 27 avril 2007), ancien élève de l'École polytechnique (X1952), est un géophysicien français qui est le pionnier dans le domaine de l'analyse des ondelettes en collaboration avec Alex Grossmann. Morlet invente le mot « ondelette » pour décrire des équations similaires à celles existant depuis environ les années 1930.
Jean Morlet est ingénieur de recherche chez ELF Aquitaine lorsqu'il invente les ondelettes pour résoudre des problèmes de traitement des signaux pour la prospection pétrolière.
Il obtient en 2001 le premier Prix Chéreau Lavet - Grand Prix de l'Académie des technologies.